# 江波光則
江波 光則（えなみ みつのり）は、日本の小説家、ライトノベル作家。山形県上山市出身。

## 略歴
2010年、ガガガ文庫より『ストレンジボイス』を出版。その後同レーベルで『パニッシュメント』、『ペイルライダー』を発表し、以上の三作は「学園三部作」と形容されている。
ペンネームは北方謙三の『錆』に登場する浪江則光からとっている。
2013年には星海社より初のシリーズ作品となる「魔術師スカンクシリーズ」を、続いてガガガ文庫より「葬式三部作」を発表した。
2015年には早川書房より初の一般文芸作品『我もまたアルカディアにあり』を刊行した。

## 作品リスト

### 葬式三部作
- 鳥葬 -まだ人間じゃない-（2013年5月 ガガガ文庫、イラスト：くまおり純）
- 密葬 -わたしを離さないで-（2013年9月 ガガガ文庫、イラスト：くまおり純）
- 樹木葬 -死者の代弁者-（2014年2月 ガガガ文庫、イラスト：くまおり純）

### デスペラード ブルース
- デスペラード ブルース（2018年12月 ガガガ文庫、イラスト：霜月えいと）
- デスペラード ブルースII（2019年5月 ガガガ文庫、イラスト：霜月えいと）
- デスペラード ブルースIII（2019年11月 ガガガ文庫、イラスト：霜月えいと）

### その他
- ストレンジボイス（2010年1月 ガガガ文庫、イラスト：李玖）
- パニッシュメント（2011年2月 ガガガ文庫、イラスト：海童博行）
- ペイルライダー（2011年12月 ガガガ文庫、イラスト：しばの番茶）
- REAL RIDERS 駆紋戒斗外伝（2014年3月 星海社、イラスト：serori、監修：虚淵玄）※『仮面ライダー鎧武ザ・ガイド』収録
- 我もまたアルカディアにあり（2015年6月 ハヤカワ文庫JA、イラスト：loundraw）
- 屈折する星屑 (2017年3月 ハヤカワ文庫JA、イラスト：雨水龍）
- Thunderbolt Fantasy 東離劍遊紀 外伝（殺無生編）（2017年4月 Nitroplus Books、イラスト：三杜シノヴ・源覚）
- 小説 ホムンクルス (2021年4月 小学館文庫) 山本英夫原作の同名漫画の映画化のノベライズ
- ソリッドステート・オーバーライド（2024年3月 ガガガ文庫、イラスト：D.Y）